# Võ Đình Tú
Võ Đình Tú (chữ Hán: 武廷秀, ? - 1799), tự Tuấn Chi (俊之), hiệu Thiết Hán (鐵漢), là một tì tướng của nhà Tây Sơn, được người đương thời liệt vào Tây Sơn thất hổ tướng.

## Tiểu sử
Ông sinh trưởng trong một nhà hào phú thôn Phú Phong, huyện Tuy Viễn, phủ Quy Nhơn (nay thuộc huyện Tây Sơn, tỉnh Bình Định).
Bản tính hào phóng, trung thực, hào phóng và can đảm. Thuở nhỏ, ông được một nhà sư dạy cho binh pháp và võ nghệ. Tương truyền, nhà sư này, không rõ họ tên, mặt mày xấu xí, ăn bận rách rưới; hễ những trẻ con trong xóm, trông thấy ông thì kéo nhau đến chọc ghẹo.
Sách Nhà Tây Sơn kể:
Võ Đình Tú, lúc bấy giờ mới 14 tuổi, nhưng đối với nhà sư trên lại hết sức lễ phép và thường bưng cơm nước hoặc bánh trái đến cúng dường...Một hôm, trời nổi mưa to gió lớn, rồi tầm tã suốt ngày. Đêm đến, mưa tạnh gió ngừng, người trong nhà không thấy Đình Tú đâu cả. Mà trong thôn, nhà sư cũng bặt tăm. Người nhà quyết đoán là Tú đã bị vị tu sĩ bắt cóc...
Mười năm sau, Đình Tú trở về. Bấy giờ, ông đã là một thanh niên mạnh khỏe, chẳng những côn quyền xuất chúng, binh pháp tinh thông mà còn có tài bắn cung, nhảy cao, cưỡi ngựa; nhưng vẫn giữ được tính thần phác.
Về nhà, ông đóng cửa đọc sách, không lấy vợ và giao du với ai, trừ người anh họ là Võ Văn Dũng. Đến khi ba anh em nhà Tây Sơn tụ nghĩa, Võ Văn Dũng theo về rồi giới thiệu Đình Tú với Tây Sơn Vương (Nguyễn Nhạc), và được vị chủ tướng này thân hành đến rước. Hăng hái giúp việc quân, Võ Đình Tú được Nguyễn Huệ tin yêu như ruột thịt; còn Bùi Thị Xuân cũng vì quý tài ông, mà tặng một lá cờ đào có thêu bốn chữ vàng: "Thiết côn vô địch".
Một trong những người hợp tác cùng anh em ông Nhạc sớm nhất. Võ gia bên võ có Võ Văn Dũng, Võ Đình Tú. Bên văn có Võ Xuân Hoài, đồng tông nhưng khác chi với ông Dũng, ông Tú.
Năm Tân Mão, niên hiệu Cảnh Hưng thứ 32, Định Vương Nguyễn Phúc Thuần thứ 6, tức năm 1771, Nguyễn Nhạc được các người cùng hợp tác và các nhân sĩ đồng bào địa phương tôn làm Tây Sơn Vương. Nguyễn Nhạc giao quân sự cho Nguyễn Huệ, Trần Quang Diệu, Võ Văn Dũng, Võ Đình Tú.
Năm 1773, nhà Tây Sơn khởi nghĩa, Nguyễn Nhạc giao cho Nguyễn Huệ, Bùi Thị Xuân, Võ Đình Tú, Võ Xuân Hoài lo canh phòng chiến khu, tiếp tục tuyển mộ và huấn luyện binh sĩ, đô đốc việc sản xuất và giữ an ninh trật tự ở vùng Tây Sơn. Bùi Thị Xuân, Võ Đình Tú được phong chức Đại Tổng lý. Nguyễn Nhạc dẫn quân bản bộ tấn công Quy Nhơn.
Tháng 7 năm 1775, Nguyễn Nhạc sai Nguyễn Huệ đánh Phú Yên, Nguyễn Huệ liền giao Tây Sơn cho Bùi Thị Xuân và Võ Đình Tú quản đốc, kéo đạo binh người Thượng mới tuyển mộ xuống Quy Nhơn. Rồi vâng lệnh anh, vượt Cù Mông vào Phú Yên. Quân Nguyễn bại trận tan vỡ, Tống Phúc Hiệp phải rút về Hòn Khói. Bùi Công Kế ở Bình Khang và Tống Văn Khôi từ Khánh Hòa đem quân ra chiếm lại Phú Yên, đều thất bại, Kế bị bắt sống còn Khôi tử trận.
Tháng 11 năm 1775, Tôn Thất Quyền và Tôn Thất Xuân dấy binh chiếm lại phủ Thăng Bình và phủ Điện Bàn, Quảng Nam. Biết Đặng Xuân Phong là một tráng sĩ, cũng giỏi côn quyền như mình; ông đã cùng Bùi nữ tướng đến mời và được ông này ra giúp. Nguyễn Nhạc liền sai Đặng Xuân Phong đi đánh dẹp. Không phải dùng nhiều công sức, Đặng Xuân Phong mới xáp chiến trận đầu là lấy ngay được Thăng Bình rồi Điện Bàn. Tôn Thất Quyền và Tôn Thất Xuân đều tử trận.
Năm 1778, Thành Quy Nhơn sửa xong, nhà vua xưng đế hiệu Minh Đức Hoàng Đế, niên hiệu Thái Đức, không ràng buộc với chính quyền vua Lê Chúa Trịnh ở Bắc Hà nữa. Thành Quy Nhơn đổi tên là Hoàng Đế Thành. Võ Đình Tú được phong làm Thái Úy.
Năm 1786, Khi Nguyễn Huệ đánh chiếm Phú Xuân, ông đi theo.
Sau này, nhiều lần ông và Đặng Xuân Phong bị Bùi Đắc Tuyên (khi ấy mới làm Thị lang bộ Lễ) xui trổ tài đấu côn, để mua vui cho Thái tử Nguyễn Quang Toản. Vị nể vị vua tương lai, nên hai ông miễn cưỡng tuân lệnh. Biết được, vua Quang Trung (Nguyễn Huệ) liền quở trách tất cả, và cấm tuyệt Đắc Tuyên không được bày trò làm mất thế thống đại thần.
Năm 1792, vua Quang Trung mất, Cảnh Thịnh (Nguyễn Quang Toản) nối ngôi. Ngoại thích Bùi Đắc Tuyên được sủng ái lên làm Thái sư, rồi mỗi ngày một thêm lộng quyền, khiến nội bộ sinh nạn bè phái, kình chống lẫn nhau.
Năm 1795, Nghe lời bàn Trần Văn Kỷ, Võ Văn Dũng gấp rút dẫn quân về Phú Xuân, bí mật phối hợp với Nguyễn Văn Huấn, Phạm Công Hưng vây bắt Bùi Đắc Tuyên ngay ở phủ của vua Cảnh Thịnh, rồi cho dìm nước đến chết.
Tướng Trần Quang Diệu hay tin dữ, kéo binh về, đóng ở bờ Nam sông Hương. Võ Văn Dũng liền đem quân bản bộ đóng ở bờ Bắc sông Hương, mượn lệnh vua để chống lại Quang Diệu.
Võ Đình Tú lấy tình quen thân cả đôi bên, xin Vua Cảnh Thịnh cho phép đứng ra hòa giải. Nhờ vậy mà Trần Quang Diệu và Võ Văn Dũng nối lại tình xưa, đem binh vào thành, bệ kiến Vua Cảnh Thịnh. Cảnh Thịnh lại sợ Võ Đình Tú, Trần Quang Diệu và Võ Văn Dũng là bạn cố giao, ở gần nhau bất lợi cho mình, bèn phong cho Tú chức Binh Bộ Tham tri vào coi quân ở Quy Nhơn và Phú Yên.
Tháng 3 năm Kỷ Mùi (1799), chúa Nguyễn Phúc Ánh cử đại binh ra đánh Quy Nhơn. Sách Nhà Tây Sơn kể: 
(Khi ấy) Võ Đình Tú đi kinh lý Phú Yên được tin quân Nguyễn Phúc Ánh đổ bộ Quy Nhơn, vội kéo quân về, đi thẳng lên Cần Úc đánh quân Võ Tánh. Hai bên kịch chiến suốt hai ngày đêm, Võ Tánh trá bại, Nguyễn Huỳnh Đức phục binh trên núi với cung tên và súng đạn. Võ Đình Tú bị mắc mưu giục quân đuổi theo. Tên trên núi bắn xuống như mưa, chen vào những tiếng súng nổ. Quân Tây Sơn bị trúng tên lớp chết lớp bỏ chạy. Đình Tú tả xung hữu đột, cây thiết côn gạt phăng bao nhiều mũi tên bắn vun vút vào người và ngựa. Nhưng không thể tránh khỏi đạn đồng. Bị thương nặng, máu chảy dầm mình, đuối sức ngã gục trên lưng ngựa. Ngựa hí một tiếng dài, nhảy ra khỏi trận tuyến, chạy một mạch về Phú Phong. Đến nhà thì ngựa ngã lăn ra chết. Võ Đình Tú cũng đã lạnh hết chân tay. Đó là vào cuối tháng 4 năm Kỷ Mùi (1799).